# Leucocelis descarpentriesi
Leucocelis descarpentriesi är en skalbaggsart som beskrevs av Ruter 1978. Leucocelis descarpentriesi ingår i släktet Leucocelis och familjen Cetoniidae. Inga underarter finns listade i Catalogue of Life.